# Filip (książę Portugalii)
Filipe de Aviz (ur. 25 marca 1533 w Évorze, zm. 29 kwietnia 1539 tamże) – infant portugalski, od śmierci starszego brata infanta Manuela w 1539 książę Portugalii (ówczesny tytuł następcy tronu w tym kraju).
Urodził się jako trzeci syn (szóste spośród dziewięciorga dzieci) króla Portugalii Jana III z jego małżeństwa z królową Katarzyną. Po śmierci Filipa następstwo tronu i związany z nim tytuł księcia Portugalii przeszły na jego młodszego brata Jana Manuela.